# Asesinato en Mississippi
Asesinato en Mississippi (título original: Murder in Mississippi) es un telefilme dramático de 1990 dirigido por Roger Young y protagonizada por Tom Hulce, Jennifer Grey y Blair Underwood. Está basado en hechos reales.

## Argumento
Estamos en 1964 en Misisipi. En el estado la población afroamericana y otras minorías, al igual que durante el gobierno confederado durante la guerra de Secesión, vivían bajo la segregación racial y las Leyes Jim Crow, que fueron abolidas tras la Constitución de 1890.
En ese año, en la noche del 21 al 22 de junio, tres activistas de derechos civiles, James Earl Chaney, Andrew Goodman y Michael Schwerner, fueron amenazados, agredidos, asesinados. Finalmente ellos fueron luego enterrados. Los autores fueron miembros del Ku Klux Klan y de la oficina del sheriff del condado de Neshoba en Misisipi. Tuvo gran repercusión en los diferentes medios de comunicación y tras una ardua investigación, los cadáveres fueron encontrados 44 días después en un terraplén cercano al lugar del crimen. Los asesinatos conmocionaron al país a nivel nacional y fue el detonante de la Ley de Derechos Civiles de 1964 y la Ley de derecho de voto de 1965.
El FBI se refirió al caso como "Mississippi en llamas" o "Arde Mississippi" (Mississippi Burning).

## Reparto
| Actor                | Personaje                   |
| -------------------- | --------------------------- |
| Tom Hulce            | Mickey Schwerner            |
| Jennifer Grey        | Rita Schwerner              |
| Blair Underwood      | James Chaney                |
| CCH Pounder          | Fannie Lee Chaney           |
| Josh Charles         | Andrew Goodman              |
| Andre Braugher       | Dennis                      |
| John Dennis Johnston | El hombre con cara de hacha |
| Walton Goggins       | Lyle                        |
| Donzaleigh Abernathy | Sue                         |
| Royce D. Applegate   | Policía Winter              |

## Producción
En 1987 se empezó a idear un telefilme para contar la historia de los asesinatos de activistas pro derechos civiles de Misisipi, que ocurrió en 1964. Para ello se viajó al lugar del crimen.
Más tarde, después del estreno de Mississippi Burning (1988), que trata del mismo tema, NBC consultó a familiares de Chaney y Goodman para saber si estaban de acuerdo de que se hiciese el telefilme después de ese estreno. Estuvieron de acuerdo, porque no estaban satisfechos con la película, ya que se centraba en el FBI y no en los tres activistas, cosa que se pretendía hacer en el telefilme.
De esa manera continuó el proyecto y, finalmente, cuando todo estaba preparado, se filmó la película alrededor de Atlanta, Georgia. Una vez terminada la filmación, se estrenó el telefilme el 5 de febrero de 1990.

## Recepción
Hoy en día el telefilme ha sido valorado en portales cinematográficos. En IMDb, por ejemplo, con 563 votos registrados, el filme obtiene una media ponderada de 7 sobre 10. En cuanto a Rotten Tomatoes, los más de 100 votos registrados allí le dieron una valoración media de 3,5 de 5. También cabe destacar, que en La Vanguardia el 64 % de los usuarios registrados en ese periódico le dan una valoración positiva.

## Premios
- Premios Primertime Emmy: 1 Premio, 2 Nominaciones
- Premios Globo de Oro: 1 Nominación
- Premios Image: 1 Premio
- Premios ASC: 1 Premio
- Premios Artios: 1 Premio